# Nodaria externalis
Nodaria externalis là một loài bướm đêm trong họ Noctuidae.